# Jiří Hanžl
Jiří Hanžl, přezdívka Havran (5. července 1951 Písek – 27. října 2014 České Budějovice) byl český básník. 

## Život
Dětství prožil se svými rodiči ve Sviněticích. Vystudoval lesnictví, ale po jednoleté lesnické praxi a po dvouleté základní službě pracoval jako stavební dělník u dráhy, dělník ve strakonické zbrojovce, posunovač na vlečce u tehdejšího n.p. Škoda, od 2. poloviny 70. let 20. století pracoval jako řidič, nejdříve nákladního, později dodávkového auta. Od svých přátel dostal přezdívku Havran. V jeho pozůstalosti se našlo na 30 sešitů a deset zápisků, cestovních deníků, písňových textů a básní.

## Dílo
V roce 2015 byl vydán výbor z jeho poezie s názvem Tu krajinu dávnou…

### Ukázka z díla
Tu krajinu dávnou

vzal vítr na nebesa

tu krajinu dávnou

mi vítr vzal

A já ji v mracích

někdy vídávám

zas a zas se ztrácí

letí, letí v dál

Jednou se vydám tam za ní

a jak strom mezi stromy budu stát

a šumět tam budu s nimi

ve větru s nimi budu vlát